# Iwan Litwinowicz
Iwan Uładzimirawicz Litwinowicz (biał. Іван Уладзіміравіч Літвіновіч; ur. 26 czerwca 2001 w Wilejce) – białoruski gimnastyk specjalizujący się w skokach na trampolinie, mistrz olimpijski z Tokio 2020 i Paryża 2024, mistrz świata i Europy.

## Udział w zawodach międzynarodowych
| Impreza            | Rok   | Miejsce       | Konkurencja    | Pozycja                     | Reprezentacja |      |       |              |       |          |
| ------------------ | ----- | ------------- | -------------- | --------------------------- | ------------- | ---- | ----- | ------------ | ----- | -------- |
| Impreza            | Rok   | Miejsce       | Konkurencja    | Letnie Igrzyska Olimpijskie | Reprezentacja | 2020 | Tokio | indywidualne | złoto | Białoruś |
| 2024               | Paryż | indywidualnie | złoto          | Letnie Igrzyska Olimpijskie | AIN           |      |       |              |       |          |
| Mistrzostwa świata | 2018  | Petersburg    | indywidualnie  | 7.                          | Białoruś      |      |       |              |       |          |
| Mistrzostwa świata | 2019  | Tokio         | indywidualnie  | srebro                      | Białoruś      |      |       |              |       |          |
| Mistrzostwa świata | 2019  | Tokio         | drużynowo      | złoto                       | Białoruś      |      |       |              |       |          |
| Mistrzostwa świata | 2019  | Tokio         | synchronicznie | 9.                          | Białoruś      |      |       |              |       |          |
| Mistrzostwa świata | 2021  | Baku          | indywidualnie  | 23.                         | Białoruś      |      |       |              |       |          |
| Mistrzostwa świata | 2021  | Baku          | drużynowo      | złoto                       | Białoruś      |      |       |              |       |          |
| Mistrzostwa Europy | 2020  | Göteborg      | indywidualnie  | 22.                         | Białoruś      |      |       |              |       |          |
| Mistrzostwa Europy | 2020  | Göteborg      | drużynowo      | złoto                       | Białoruś      |      |       |              |       |          |
| Mistrzostwa Europy | 2021  | Soczi         | drużynowo      | złoto                       | Białoruś      |      |       |              |       |          |